# Daniela Palumbo
Daniela Palumbo (Roma, 6 marzo 1965) è una giornalista e scrittrice italiana.

## Biografia
Ha pubblicato il primo libro nel 1998, con le edizioni Paoline Editoriale Libri, Il mio migliore amico, un testo sulla disabilità giunto finalista al concorso di letteratura per ragazzi Il Battello a Vapore 1997. Nel 2010 quel premio l'ha vinto con Le valigie di Auschwitz, pubblicato nel gennaio 2011 dalle Edizioni Piemme.
Per la casa editrice Edizioni Paoline ha progettato e curato due collane di narrativa per ragazzi: la prima, dal titolo Strettamente Personale, per adolescenti, l'altra dal titolo Mi Riguarda, per bambini dai 9 anni.
Come giornalista, lavora per la Cooperativa Oltre, emanazione editoriale della Caritas Ambrosiana. È redattrice del mensile Scarp de' tenis, storico giornale di strada nato da un progetto della stessa Caritas Ambrosiana, nel 1996.
Vive a Milano dal 1994, sposata con Andrea e ha una figlia, Sofia.

## Premi e riconoscimenti
È vincitrice del premio di letteratura per ragazzi Il Battello a Vapore 2010, del premio Minerva, del premio Giovanni Arpino, del premio Gigante delle Langhe, del premio Terre del Magnifico, del premio Laura Orvieto, del premio Atrapallibres.

## Opere
- Che cosa senti?, ed. Albero delle matite, 2024
- A un passo da un mondo perfetto. Ed. Piemme, 2019
- Noi Ragazze senza Paura. Ed. Piemme, 2017
- La scuola dell'orto felice. Ed. Mondadori, 2017
- E poi una notte sulle scale. Ed. San Paolo, 2017
- Dall'Argentina a Roma. La vita di Papa Francesco. Ed. Paoline, 2016
- Fino a quando la mia stella brillerà, con Liliana Segre. Ed. Piemme, 2015
- A un passo dalle stelle, ed. Giunti, 2016
- Il cuore coraggioso di Irena, ed. Mondadori Electa Young, 2016
- Poi sono arrivata io, ed. Piemme, 2014
- Pietro Pomodoro, ed. Mondadori, Sassolini 2014
- Sotto il cielo di Buenos Aires, ed. Mondadori, 2013
- Re Fausto e la corona che pesava troppo, ed. Piemme, 2012
- Il Volo del Falco nel mio destino, ed. Piemme, 2012
- Le valigie di Auschwitz (Vincitore del Battello a Vapore 2010) ed. Piemme, 2011
- Voglio essere un albero (Edizioni Einaudi Ragazzi, 2007)
- Solo un anno. Diario di un'adolescente (Paoline Editoriale Libri, 2006. Traduzione editoriale in Spagna)
- Monsignor Domenico Pogliani. Il prete degli ultimi (2005)
- Dalla parte dei Bambini. La rivoluzione di Maria Montessori (Edizioni EL, 2004. Traduzione editoriale in Corea)
- Da che pulpito? Lettere di fedeli ai loro pastori (Editrice Monti, 2003)
- Diario dei giorni senza pace (Paoline Editoriale Libri, 2003)
- Cinque pani e due pesci. Scopri il segreto della generosità (Monti Editore, 2001)
- Otto piccoli Buddha (Paoline Editoriale Libri, 2001)
- La Balena Cecilia (Paoline Editoriale Libri, 1999. Traduzione editoriale in Portogallo)
- Animo da guerriero (Paoline Editoriale Libri, 1999)
- Khaleb pequeño amigo árabe (Editorial Pauline Books)
- Il mio migliore amico (Paoline Editoriale Libri, 1998)